# 馬塔姆區
馬塔姆區是塞內加爾東北部的一個行政區，首府馬塔姆，北臨聖路易區，東接毛里塔尼亞，南毗坦巴昆達區，西鄰盧加區，面積25,083平方公里，下設3省。